# Madapuradadoddi, Maddur
Madapuradadoddi là một làng thuộc tehsil Maddur, huyện Mandya, bang Karnataka, Ấn Độ.